# Can You Forgive Her?
«Can You Forgive Her?» es un sencillo del dúo de synthpop británico Pet Shop Boys, lanzado el 1 de junio de 1993 por Parlophone e incluido posteriormente en su álbum Very. Se convirtió en el decimotercer sencillo entre los 10 primeros del dúo en los UK Charts, debutando y alcanzando el puesto número siete. A pesar de no poder ingresar al Billboard Hot 100 de EE. UU., se convirtió en el sencillo número uno en la lista Billboard Dance Club Songs, manteniéndose 11 semanas en ese puesto.

## Canción
De acuerdo al dúo, el título fue tomado de la novela homónima del escritor Anthony Trollope. La canción presenta un lecho musical de amplios teclados, pronunciados con éxitos de orquesta y un arreglo de trompeta con sonido sintético. La letra retrata de manera cómica la sexualidad en ese momento, habla de una pareja en discordia, donde una chica deja en ridículo a su novio, porque piensa que no es lo suficientemente masculino y que es un cobarde. El tercer verso retrocede en el tiempo a la primera experiencia sexual en la escuela del hombre, donde se da cuenta de que es gay, pero no puede aceptar el hecho.

## Video
Para las fotografías y el video adjunto, los Pet Shop Boys aparecen con trajes naranjas y gorras puntiagudas diseñadas por David Fielding, quien estuvo a cargo también del tour Performance de 1991. “Queríamos hacer algo que fuera lo contrario de lo que hacen los demás”, explica Neil, “Todos los demás están siendo reales, así que estamos siendo artificiales”. En el video, se muestran escenas surrealistas realizadas en animación 3D por Howard Greenhaugh y tomas realizadas en los alrededores de Londres, tales como la estación Poplar, El Monumento, el parque Battersea, etc.

## Lista de canciones[1]
| Disco de 7" |                        |          |  |
| N.º         | Título                 | Duración |  |
| 1.          | «Can You Forgive Her?» | 3:54     |  |
| 2.          | «Hey Headmaster»       | 3:06     |  |

| CD 1 |                                      |          |  |
| N.º  | Título                               | Duración |  |
| 1.   | «Can You Forgive Her?»               | 3:54     |  |
| 2.   | «Hey Headmaster»                     | 3:06     |  |
| 3.   | «Can You Forgive Her? (Rollo remix)» | 6:00     |  |
| 4.   | «Can You Forgive Her? (Rollo dub)»   | 4:51     |  |

| CD 2 |                                   |          |  |
| N.º  | Título                            | Duración |  |
| 1.   | «Can You Forgive Her? (MK remix)» | 7:26     |  |
| 2.   | «I Want To Wake Up (1993 remix)»  | 5:25     |  |
| 3.   | «What Keeps Mankind Alive?»       | 3:25     |  |
| 4.   | «Can You Forgive Her? (MK dub)»   | 5:53     |  |

## Posiciones en las listas

### Listas semanales
| Listas (1993)                                   | Posición |
| ----------------------------------------------- | -------- |
| Alemania (Offizielle Deutsche Charts)           | 17       |
| Australia (ARIA Charts)                         | 17       |
| Bélgica (Ultratop 50 Singles)                   | 21       |
| Canadá (Top Singles)                            | 37       |
| España (AFYVE)                                  | 17       |
| Estados Unidos (Bubbling Under Hot 100 Singles) | 9        |
| Estados Unidos (Dance Club Songs)               | 1        |
| Europa (European Hot 100 Singles)               | 14       |
| Italia (Music & Media)                          | 8        |
| Nueva Zelanda (Recorded Music NZ)               | 46       |
| Países Bajos (Dutch Single Top 40)              | 28       |
| Reino Unido (UK Charts)                         | 7        |

### Listas anuales
| Listas (1993)                         | Posición |
| ------------------------------------- | -------- |
| Alemania (Offizielle Deutsche Charts) | 78       |
| Canadá (RPM)                          | 17       |
| Europa (European Hot 100 Singles)     | 82       |
| Reino Unido (Music Week)              | 97       |
| Estados Unidos (Dance Club Songs)     | 43       |